# Потемковский, Анатоль
Анато́ль Потемко́вский (пол. Anatol Potemkowski, 9 апреля 1921, Константинополь — 15 октября 2008, Варшава) — польский писатель-сатирик.

## Биография
А. Потемковский родился в семье адвоката, эмигрировавшего после Октябрьской революции. После образования независимой Польши семья переселилась в Луцк, а в 1939 — в Варшаву. Во время нацистской оккупации Анатоль Потемковский был узником Освенцима и Маутхаузена. Писательскую деятельность начал в середине 1940-х гг. Печатался в газете «Жечпосполита», журнале «Карузеля» и других периодических изданиях, стал постоянным автором журнала «Шпильки», где около сорока лет публиковал фельетоны в постоянной рубрике «Книга жалоб» («Dziennik zażaleń») под псевдонимом Меган. Сотрудничал с известными варшавскими кабаре «Шпак» и «Дудек». Соавтор сценария кинокомедии «Ирена, домой!» (1955). Написал повесть «Все деньги мира» («Wszystkie pieniądze świata», 1983), по мотивам которой в 1999 г. снят четырехсерийный телефильм, и повесть «Другой берег реки» («Drugi brzeg rzeki», 1999).

## Творчество
Основными для Анатоля Потемковского были жанры фельетона и короткой юморески. В его иронических миниатюрах действуют постоянные герои — недалёкие и самоуверенные завсегдатаи кафе «Кокос»: председатель Щавница, магистр Конкульчинянский, Зося, Беспальчик, баронесса Соловейчик, поэты Кошон и Росланек, семейство Паташонских и другие.
Юморески Анатоля Потемковского часто печатались в советских журналах и газетах. Их сюжеты использовались в телефильме «Короткие истории» (1963), в популярнейшей телепередаче 1960-х — 1970-х годов «Кабачок „13 стульев“». Образы и имена некоторых персонажей «Кабачка» также заимствованы у Потемковского, например, пан Беспальчик, пани Зося, пан Зюзя (у Потемковского — Зызьо); в пане Директоре угадывается председатель Щавница (директор Фабрики разных мелочей, впоследствии председатель Бюро рассмотрения прошений), а поэт Кошон превратился в двух самостоятельных персонажей — пана Кошона и пана Поэта.
В 1961 г. на Ленинградском телевидении был поставлен телеспектакль «Штучный товар» по юморескам Потемковского.

## Польские издания
- Joanna Wilińska, Anatol Potemkowski. Grzegorz wie, a wy? — Związek Samopomocy Chłopskiej, 1950
- Anatol Potemkowski, Zbigniew Lengren. Spotkania. — Spółdzielnia Wydawnicza «Czytelnik», 1957
- Anatol Potemkowski. Wszystkie pieniądze świata. — Państwowy Instytut Wydawniczy, 1983
- Anatol Potemkowski. Drugi brzeg rzeki. — Twój Styl, 1999
- Anatol Potemkowski. Dziennik zażaleń. — Wydawnictwo «Rosner & Wspólnicy», 2011

## Издания на русском языке
- Потемковский А. Штучный товар : Юморески, сатирич. новеллы, фельетоны / Авториз. пер. с польского Н. Лабковского — М.:Изд-во иностранной литературы, 1961
- Потемковский А. Книжка жалоб. / Библиотека «Крокодила». — М.:Издательство газеты «Правда», 1965
- Потемковский А. Успех. / В кн.: Натюрморт с усами: сборник польских юмористических рассказов и миниатюр. — М.:Молодая гвардия, 1973
- Потемковский А. Завсегдатаи кафе «Кокос». — М.:«Правда», 1985
- Потемковский А. Мы любим спорт. / В кн.: Вокруг мяча. / Библиотека «Крокодила». — М.:«Правда», 1987

## Издания на других языках
- Anatol Potemkowski. Kasaři: Veselohra o 3 dějstvích. — Dilia, 1966 (чешск.)